# Честър Артър
Честър Артър (на английски: Chester A. Arthur) (5 октомври 1829 – 18 ноември 1886), е двадесет и първият (19 септември 1881 – 4 март 1885) президент на САЩ.
Той е член на Републиканската партия и работи като адвокат, преди да стане 20–ия вицепрезидент на САЩ в администрацията на Джеймс Гарфийлд. Последният е прострелян от Шарл Гето, отхвърлен кандидат за държавна служба, на 2 юли 1881 г. Гарфийлд умира на 19 септември и Артър става президент, като служи до 1885 г.
Преди да влезе в политиката на национално ниво, Артър е бил началник на митницата в пристанището на Ню Йорк. Той е назначен от президента Юлисис Грант, но е уволнен от наследника на Грант Ръдърфорд Хейс поради съмнения за взимане на подкупи и корупция. Достиженията на неговия мандат включват провеждането на реформата на държавната администрация и прокарването на Закона Пендълтън. Артър е запомнен като един от най-шлифованите президенти, печели си прякора „Шефът джентълмен“ – заради стила си на обличане и изисканите си маниери, като става изключително популярен по времето на напускане на президентския офис. Истина е, че не една, а две млади жени, пренебрегвайки думите му, че никога няма да се ожени отново, му правят предложение за брак в деня, когато му свършва мандата. Понякога е бил наричан и „Елегантния Артър“ заради обичая му да носи официално облекло. Той сменя панталоните си по няколко пъти на ден и има 80 чифта в гардероба си. Интересното е, че Артър е произнасял средното си име „Алън“ с ударение на втората сричка „ал– ЪН“.
Артър страда от болестта на Брайт и умира от кръвоизлив в мозъка, като най-вероятно това е свързано с хипертония – 24 часа след като е намерен в безсъзнание от обслужващата го сестра.

## Биография
Артър е роден в град Феърфийлд, Франклин Каунти, Вермонт на 5 октомври 1829 година (въпреки че твърди, че е роден през 1830 г.). Политическите му съперници настойчиво разпространявали слуха, че е роден в Канада, а не във Вермонт, като по този начин се надявали да създадат съмнения във възможността да заема държавна служба. Истината е просто, че Артър е роден близо до канадската граница. Родителите му са Уилям Артър и Малвина Стоун.
Той посещава държавни училища и завършва Юнион Колидж, Ню Йорк през 1848 г. Учи право и полага изпит за адвокатска правоспособност през 1845 г. и започва практика в Ню Йорк Сити, като защитава идеите за рани права на чернокожите и не приема сегрегацията в обществения транспорт.
Артър се жени за Елън Луис Херндон през октомври 1859 г. През 1860 г. семейството има син, Уилям Луис, наречен на бащата на жена му, който умира на двегодишна възраст от мозъчно възпаление. Друго момче, Честър Алън, се ражда през 1864 г. и момиче през 1871 г. Елън Луис Херндон Артър умира от пневмония на 12 януари 1880 г. на 42 години и десет месеца преди Артър да бъде избран за вицепрезидент. За времето, което прекарва в Белия дом, Артър не дава право на никоя жена да заема мястото, което е следвало да се полага на съпругата му. Той моли сестра си да поеме някой социални ангажименти и да се грижи за възпитанието на децата.
По време на Гражданската война в САЩ, Артър служи като генерал и е високо оценен за службата си. По-късно е назначен за бригаден генерал и служи на този пост до 1862 г. Подновява адвокатската си практика в Ню Йорк с помощта на неговия патрон и политически шеф Роско Конклинг. Артър е назначен от президента Юлисис Грант за началник на митницата на пристанището в града и заема този пост от 1871 г. до 1878 г.
Това е изключително доходоносна и влиятелна позиция по това време, няколко от предшествениците на Артър погазват закона, докато са началници. Честен в личния си и обществен живот, Артър никога не е бил твърд привърженик на системата за раздаване на постове според политическите заслуги, въведена от президента Андрю Джаксън. Той настоява за назначаването на честни служители в митницата, но в нея има повече от нужното служители, който запазват своята лоялност на партийни работници, а не на държавни служители.
През 1878 г. в опита си да реформира митническата администрация президентът Ръдърфорд Хейс отстранява Артър, който възстановява адвокатската си практика. Конклинг и неговите последователи се опитват да си върнат позициите, като номинират Грант на Републиканския национален конвент от 1880 г. Тези опити пропадат и те приемат в замяна назначаването на Артър за вицепрезидент.
Артър е избран за вицепрезидент на САЩ в републиканска двойка с президента Джеймс Гарфийлд за мандата, почващ на 4 март 1881 г. След смъртта на Гарфийлд, причинена покушението срещу него той става президент – 19 септември 1881 г., като се заклева на 20 септември.

## Президентство
Артър е решен да следва свой собствен път след поемането на президентството и поради това отбягва старите си политически дружки. Той се превръща в човек на хайлайфа по облекло и обкръжение и често може да бъде видян сред елита на Вашингтон, Ню Йорк и Нюпорт, Род Айлънд. За възмущение на „правоверните републиканци“ едновремешният началник на Митницата в Ню Йорк, след като става президент се превръща в ревностен поддръжник на административната реформа. Общественият натиск, породен от убийството на Гарфийлд, принуждава иначе тромавия Конгрес да подкрепи президента.
През 1883 г. Конгреса приема Закона Пендълтън, въз основа на който се създава двупартийна Комисия за държавната администрация, която следи да не се налагат политически оценки и наказания за служителите в администрацията, и поддържа „система на класификация“, която има за цел държаните служби да се заемат само след писмени конкурси. Системата предпазва служителите от уволнение по политически причини.
Скъсвайки с партийната линия, Артър предприема действия по намаляване на митата, така че федералното правителство да не излиза непрекъснато с годишен бюджетен излишък. От своя страна Конгреса повишава данъците, за да компенсира намаленията на митата, но въпреки това Артър подписва Закона за митата от 1883 г. Обидените западняци, а и някой южняци, се обръщат към Демократическата партия в опита си да получат компенсация, по този начин въпросът за митата се очертава като силно поляризиращ за двете партии.
Администрацията на Артър е първата, която приема комплексен закон за имиграцията. Не се приемат просяци, престъпници и душевно болни лица. Конгресът спира имиграцията от Китай за десет години, а след това прави забраната постоянна.
През 1884 г. е проведена Международната Конференция за Меридиана във Вашингтон по искане на президента Артър. Тя приема Гринуичкия меридиан, който се използва и до днес.
Президентът Артър демонстрира, че е над партийните боричкания в Републиканската партия, а дори и нас самата партия. Може би причината за това е добре пазената тайна, че страда от болестта на Брайт. Той разбира за фаталното си заболяване, една година след като е встъпил в мандата си.
Въпреки всичко, Артър участва в надпреварата за номинациите за изборите през 1884 г. и с идеята да покажа, че не го е страх от загуба, но не е номиниран.
Журналистът Александър Маклър пише: „Няма случай до момента да се избере, за президент, човек, комуто толкова малко да се вярва … и след това той да се оттегли толкова много уважаван.“ Писателят Марк Твен, известен с дълбокия си цинизъм към политиците, казва: ”Ще бъде много трудно да се подобри администрацията на президента Артър“.
Артър е президент до 4 март 1885 г. той се връща в Ню Йорк, където умира от масиран мозъчен кръвоизлив в 5.10 сутринта на 18 ноември 1886 г. – той е на 57 години. Президентът е погребан до жена си Елена, в семейната гробница на Артър.